# Апостольский нунций в Анголе
Апостольский нунций в Республике Ангола — дипломатический представитель Святого Престола в Анголе. Данный дипломатический пост занимает церковно-дипломатический представитель Ватикана в ранге посла. Апостольская нунциатура в Анголе была учреждена на постоянной основе 8 июля 1997 года. Её резиденция находится в Луанде.
В настоящее время Апостольским нунцием в Анголе является архиепископ Криспин Дубель, назначенный Папой Франциском 1 июля 2024 года.

## История
Апостольская делегатура в Анголе  была учреждена 25 февраля 1975 года, апостольским бреве «Quoniam Romano» папы римского Павла VI.
Апостольская нунциатура в Анголе была учреждена 8 июля 1997 года, бреве «Ad plenius confirmandas» папы римского Иоанна Павла II. Резиденцией апостольского нунция в Анголе является Луанда — столица Анголы. Апостольский нунций в Анголе, по совместительству, исполняет функции апостольского нунция в Сан-Томе и Принсипи.

## Апостольские нунции в Анголе

### Апостольские делегаты
- Джованни Де Андреа, титулярный архиепископ Аквавивы — (14 апреля 1975 — 26 января 1983 — назначен апостольским про-нунцием в Иране);
- Фортунато Бальделли, титулярный архиепископ Беваньи — (12 февраля 1983 — 20 апреля 1991 — назначен апостольским нунцием в Доминиканской Республике);
- Феликс дель Бланко Прието, титулярный архиепископ Ванниды — (31 мая 1991 — 4 мая 1996 — назначен апостольским нунцием в Камеруне);
- Альдо Кавалли, титулярный архиепископ Вибо Валенция — (2 июля 1996 — 1 сентября 1997 — назначен апостольским нунцием).

### Апостольские нунции
- Альдо Кавалли, титулярный архиепископ Вибо Валенция — (1 сентября 1997 — 28 июня 2001 — назначен апостольским нунцием в Чили);
- Джованни Анджело Беччу, титулярный архиепископ ди Роселле — (15 октября 2001 — 23 июля 2009 — назначен апостольским нунцием на Кубе);
- Новатус Ругамбва, титулярный архиепископ Тагарии — (20 февраля 2010 — 5 марта 2015 — назначен апостольским нунцием в Гондурасе);
- Петар Ражич, титулярный архиепископ Кастелло — (15 июня 2015 — 15 июня 2019 — назначен апостольским нунцием в Литве);
- Джованни Гаспари, титулярный архиепископ Альбы Мариттимы — (21 сентября 2020 — 2 марта 2024 — назначен апостольским нунцием в Корее и Монголии);
- Криспин Дубель, титулярный архиепископ Ванниды — (1 июля 2024 — по настоящее время).